# Consiglio delle conferenze dei vescovi d'Europa
Il Consiglio delle Conferenze dei Vescovi d'Europa (in latino Consilium Conferentiarum Episcoporum Europae, CCEE) è un organismo della Chiesa cattolica che riunisce i vescovi delle 33 conferenze episcopali cattoliche del vecchio continente.
Dal 25 settembre 2021 il presidente è Gintaras Grušas, arcivescovo di Vilnius.

## Storia
Il CCEE nasce ufficialmente nel 1971. Ma già verso la fine del concilio Vaticano II, nel 1965, si ebbe una riunione di alcuni vescovi, rappresentanti di 13 conferenze episcopali, i quali decisero la nascita di un comitato che organizzasse l'istituzione della futura conferenza dei vescovi cattolici d'Europa. Il comitato organizzò due simposi, uno a Noordwijkerhout, nei Paesi Bassi nel 1967, ed il secondo a Coira, in Svizzera nel 1969. Il CCEE nasce ufficialmente a Roma, il 23 ed il 24 marzo 1971: in quell'occasione viene redatto un primo statuto, approvato in seguito da papa Paolo VI il 10 gennaio 1977, in cui la conferenza prende il nome di “Consilium Conferentiarum Episcopalium Europae” (Consiglio delle conferenze episcopali d'Europa).
Il nuovo statuto è stato approvato il 2 dicembre 1995 da papa Giovanni Paolo II, ed il CCEE prende il nome attuale.
Il Consiglio ha sede a San Gallo in Svizzera.

## Organismi
Il CCEE nasce con l'intento di creare comunione e condivisione tra i diversi episcopati europei.
- l'esercizio della collegialità nella comunione gerarchica cum et sub romano pontefice;
- la pratica di una più stretta comunicazione e cooperazione tra i vescovi e le Conferenze episcopali europee, nel rispetto della funzione e delle competenze proprie di ciascuno, per promuovere e ispirare la nuova evangelizzazione in ambito europeo;
- la promozione della comunione con i Consigli delle Conferenze episcopali degli altri continenti;
- il sostegno alla collaborazione ecumenica in Europa, per ristabilire l'unità dei cristiani;
- la testimonianza ecclesiale nella società europea.»

(Dal sito del CCEE)
Organo principale del CCEE è l'assemblea plenaria che si riunisce ogni anno; esso è affiancato da un segretariato, che ha sede a San Gallo in Svizzera. Per svolgere la sua missione il CCEE si è dotato di alcune commissioni, che riguardano questi aspetti della vita religiosa e sociale: ambiente, catechesi-scuola-università, migrazioni, vocazioni, media, finanze. Inoltre, circa ogni tre anni, vengono organizzati dei simposi, sessioni di studio che affrontano temi comuni legati all'annuncio del vangelo ed alla sua inculturazione nel contesto europeo.

## Membri
Fino al 1993, il CCEE era composto da vescovi delegati dalle singole conferenze episcopali a rappresentare il proprio Paese.

Al 2016 i membri del CCEE sono 39: ai 33 presidenti delle conferenze episcopali europee si aggiungono gli arcivescovi di Lussemburgo, di Monaco, e quello maronita di Cipro, il vescovo di Chișinău (Moldavia), l'eparca ruteno di Mukačevo (Ucraina) e l'amministratore apostolico di Estonia.

## Presidenti del CCEE
- Arcivescovo Roger Etchegaray (1971 - 1979)
- Cardinale Basil Hume, O.S.B. (1979 - 1986)
- Cardinale Carlo Maria Martini, S.J. (1986 - 1993)
- Cardinale Miloslav Vlk (16 aprile 1993 - 31 maggio 2001)
- Vescovo Amédée (Antoine-Marie) Grab, O.S.B. (2001 - 8 ottobre 2006)
- Cardinale Péter Erdő (8 ottobre 2006 - 8 ottobre 2016)
- Cardinale Angelo Bagnasco, (8 ottobre 2016 - 25 settembre 2021)
- Arcivescovo Gintaras Grušas, dal 25 settembre 2021

## Vicepresidenti del CCEE

### Primo vicepresidente
- Cardinale Bolesław Kominek (1971 - 1974)
- Arcivescovo Jerzy Stroba (1974 - 1983)
- Arcivescovo Ramón Torrella Cascante (1983 - 1993)
- Arcivescovo István Seregély (1993 - 2001)
- Cardinale Cormac Murphy-O'Connor (2001 - 8 ottobre 2006)
- Cardinale Jean-Pierre Ricard (8 ottobre 2006 - 2 ottobre 2011)
- Cardinale Angelo Bagnasco (2 ottobre 2011 - 8 ottobre 2016)
- Cardinale Vincent Nichols (8 ottobre 2016 - 25 settembre 2021)
- Cardinale Jean-Claude Hollerich, dal 25 settembre 2021

### Secondo vicepresidente
- Vescovo Jean-Baptiste Musty (1971 - 1982)
- Vescovo Paul Joseph Schmitt (1982 - 1983)
- Arcivescovo Alojzij Šuštar (1983 - 1993)
- Vescovo Karl Lehmann (1993 - 2001)
- Cardinale Josip Bozanić (2001 - 2 ottobre 2011)
- Arcivescovo Józef Michalik (2 ottobre 2011 - ottobre 2014)
- Arcivescovo Angelo Massafra (ottobre 2014 - 8 ottobre 2016)
- Arcivescovo Stanisław Gądecki (8 ottobre 2016 - 25 settembre 2021)
- Cardinale Ladislav Német, dal 25 settembre 2021

## Segretari generali del CCEE
- Presbitero Alojzij Šuštar (1971 - 1977)
- Vescovo Ivo Fürer (1977 - 29 marzo 1995)
- Monsignor Aldo Giordano (15 maggio 1995 - 7 giugno 2008)
- Monsignor Duarte Nuno Queiroz de Barros da Cunha (1º ottobre 2008 - 2018)
- Presbitero Martin Michalíček (2018 - 2024)
- Presbitero Antonio Ammirati, dal 2024

## Attività ecumenica
Al CCEE è demandata l'attività ecumenica a livello europeo della Chiesa Cattolica. Dalla sua collaborazione con la Conferenza delle Chiese Europee (organismo a cui la Chiesa Cattolica non aderisce) sono nate le più importanti iniziative ecumeniche europee. Ricordiamo:
- L'organizzazione delle tre Assemblee Ecumeniche Europee (Basilea nel 1989, Graz nel 1997 e Sibiu nel 2007)
- La stesura e l'approvazione (nel 2001) della Charta Oecumenica, documento congiunto che detta le linee guida per la crescita della collaborazione tra le Chiese Cristiane in Europa.[2]